# Christopher Goscha
Christopher E. Goscha (* 7. Juni 1965 in Wichita, Kansas) ist ein US-amerikanischer Historiker. Er arbeitet seit 2005 an der Université du Québec à Montréal („UQAM“) und ist dort 'Associate Professor of International Relations and Southeast Asian History'.
Er veröffentlichte zahlreiche Schriften zu kulturellen, sozialen, politischen und diplomatischen Aspekten der französischen Kolonie Indochina, des Indochinakriegs, des Vietnamkriegs, des Kambodschakriegs und anderer Konflikte in dieser Region.
Er studierte an der Georgetown University (School of Foreign Service), der Australian National University, der Universität Paris VII und an der École des Hautes Études en Sciences Sociales, wo er seinen PhD erlangte. In seiner Dissertation betrachtete er den Indochina-Krieg aus einer transnationalen Perspektive, „da der französisch-vietnamesische Krieg (1945–1954) nicht zu verstehen ist, ohne ihn in einen breiteren asiatischen Kontext zu stellen“. Seine historische Darstellung der Entwicklung zum modernen Vietnam wurde vom Guardian als die beste derzeit vorliegende Geschichte Vietnams bezeichnet.

## Auszeichnungen
- 2017: John K. Fairbank Prize für Vietnam: A New History
- 2017: Cundill Prize (Recognition of Excellence Prize) für Vietnam: A New History
- 2019: Wahl zum Mitglied der Royal Society of Canada[4]

## Werke (Auswahl)
- The Road to Dien Bien Phu: A History of the First War for Vietnam. Princeton University Press, Princeton 2022, ISBN 978-0-691-18016-8.
- The Penguin History of Modern Vietnam, Penguin/Random House, London, 2016
  - Vietnam, A New History, Basic Books, New York, 2016[5]
- Historical Dictionary of the Indochina War (1945-1954): An International and Interdisciplinary Approach, University of Hawaii / NIAS (Nordic Institute of Asian Studies), Kopenhagen, 2011
  - NIAS Press (Paperback) 2015, ISBN 978-87-7694-165-9
- Vietnam, Un Etat né de la guerre, Armand Colin, Paris, 2011[6]
- Going Indochinese: Contesting Concepts of Space and Place in French Indochina, Nias Classics (Paperback, 2. überarb. Aufl.), 2012, ISBN 978-87-7694-099-7
- Thailand and the Southeast Asian Networks of the Vietnamese Revolution (1885-1954), Psychology Press, 1999[7]
  - Thailand and the Southeast Asian Networks of the Vietnamese Revolution (1885-1954), Routledge (Paperback 1. Aufl.), 2016, ISBN 978-1-138-98873-6